# Captain Marvel (Marvel Comics)
Pour les articles homonymes, voir Captain Marvel.
Ne doit pas être confondu avec Captain Marvel (DC Comics).
Captain Marvel est le pseudonyme de plusieurs personnages de fiction (quatre hommes et trois femmes) dont les aventures ont été publiées depuis 1967 par Marvel Comics dans plus de huit séries de comics de super-héros du même nom ainsi que quelques numéros spéciaux :
1. Mar-Vell, créé par Stan Lee et Gene Colan en 1967 dans le comic Marvel Super-Heroes #12, est un capitaine de l'armée Kree venu espionner la Terre puis devient un super-heros dans son propre comics. En 1982, il meurt dans Marvel Graphic Novel (en) #1 : La Mort de Captain Marvel, en présence d'une grande partie de la communauté des super-héros de l’univers Marvel.
2. Monica Rambeau, créée en 1982 par Roger Stern, est une femme lieutenant de la marine américaine, qui fut membre des Vengeurs et s'est fait appeler Photon, Pulsar et Spectrum,
3. Genis-Vell, créé en 1993 par Ron Marz, aussi surnommé Legacy et Photon, est un fils de Mar-Vell, créé après sa mort à l'aide de son capital génétique et mort,
4. Phyla-Vell, créée en 2003 par Peter David, est une fille de Mar-Vell, créée après sa mort à l'aide de son capital génétique. Dans la série Annihilation, elle prend le nom de Quasar,
5. Khn’nr, créé en 2007 par Paul Jenkins lors du crossover Civil War, est un clone Skrull du premier Captain Marvel (Mar-Vell),
6. Noh-Varr, créé en 2000 par Grant Morrison  dans Marvel Boy n°1, avec le surnom Marvel Boy, est un Kree venu sur Terre. En 2009, pendant l'arc narratif Dark Reign, il a porté le nom de Captain Marvel.
7. Carol Danvers, apparue en 1968, s'appelle Captain Marvel dans plusieurs séries publiées depuis 2012. Elle s'était appelée auparavant Miss Marvel.

- Dans l'univers Ultimate Marvel, un Ultimate Captain Marvel est apparu, il s'agit, en fait, du capitaine de l'armée Kree Mahr Vehl.
- Dans l'univers de la réalité alternative de House of M (parue en 2005), Carol Danvers (Miss Marvel) avait repris le nom Captain Marvel.

Ne pas confondre le personnage de Captain Marvel de Marvel Comics avec celui de Captain Marvel (DC Comics) (renommé Shazam en 2011), Marvel possédant les droits sur le nom de la série Captain Marvel depuis 1967.

## Mar-Vell (1967-1982)
Mar-Vell est initialement créé en 1967 par Stan Lee, pour protéger les droits sur le nom de la société d'édition Marvel Comics. Le nom « Captain Marvel » était auparavant porté par un héros, Shazam, créé par Charles Clarence Beck dans les années 1940. Sa société d'édition, Fawcett Publications, qui possédait les droits sur le personnage et son nom, cessa de publier des comics en 1953.
En 1966-1967, la publication par un concurrent (Myron Fass Comics) d’une éphémère série (6 numéros) intitulée Captain Marvel déclenche les tractations pour le rachat des droits d'utilisation du nom par Marvel Comics et la création d'un nouveau personnage. Marvel rachète le nom en 1967, tandis que les droits de publication sur le personnage originel de Charles Beck (« Shazam ») sont acquis par DC Comics en 1972.
Mar-Vell apparaît pour la première fois en 1967 dans Marvel Super-Heroes #12 et 13, adaptés en France par les éditions Lug dans la revue Marvel no 1 et 2 (1970). En 1968, Stan Lee donne des instructions à Roy Thomas et Gene Colan pour poursuivre les aventures du personnage dans son propre comic book : Captain Marvel (publiées en France dans Marvel n°3 à 13, puis Strange no 64 à 89 et enfin Titans no 13 à 28).
Le premier capitaine Marvel de l'univers Marvel (Captain Marvel en anglais, de son vrai nom « Mar-Vell »), est un capitaine de l'armée impériale de l'empire Kree. Envoyé sur la Terre comme espion pour enquêter sur le niveau de développement technologique des terriens, celui-ci décide de désobéir aux ordres qu'il avait reçu (à cause de son aversion à blesser des innocents) et de protéger la Terre contre sa propre race. Sa décision est renforcée par la mort de son amour, le médecin Una, causée par son supérieur Yon-Rogg.
Après un an et demi, les ventes du comic book Captain Marvel diminuent. Pour tenter de relancer le titre, Marvel décide en 1969 de modifier radicalement le personnage et de changer son apparence. Cette transformation est effectuée par Roy Thomas et Gil Kane. Mar-Vell acquiert un nouveau costume rouge et bleu, à la place de l'uniforme de guerrier Kree (vert et blanc) et de nouveaux pouvoirs grâce à des bracelets, mais est exilé dans la Zone négative. Pendant un temps, il partage une connexion avec Rick Jones, le partenaire de Hulk. Rick et Mar-Vell peuvent alors échanger leurs atomes au moyen des bracelets qui les reliaient. Le duo apparaît également dans un arc narratif des Vengeurs en 1971-1972 : The Kree-Skrull War (Avengers #89-97).
Le comics Captain Marvel, interrompu de 1970 à 1972, connaît une renaissance en 1973-1974 avec Jim Starlin et continue jusqu'en 1979 et le #62.
En 1982, Marvel Comics décide de mettre un terme au personnage et de modifier le catalogue Marvel pour proposer plus de diversité à son lectorat. À peine devenu rentable, Jim Starlin est chargé de raconter sa mort, à la suite d'un cancer dans le premier roman graphique publié par Marvel Comics : Marvel Graphic Novel (en) #1 : The Death of Captain Marvel (« La Mort de Captain Marvel », publié en français en 1983 par Lug).
En 1997, une mini-série de trois numéros est publiée : The untold legend of Captain Marvel, racontant des épisodes survenus avant l'arrivée sur terre du super-héros. En 2005, il est révélé que Mar-Vell avait eu un fils avec la princesse Skrull Annelle : le jeune vengeur Hulkling.

## Monica Rambeau (1983-1996)
Après l'épisode de la mort de Captain Mar-Vell (1982), et pour garder l'exclusivité du nom de Captain Marvel, Marvel Comics dut créer de nouveaux personnages portant ce nom.
Monica Rambeau a été créée en  1982 par Roger Stern et John Romita Jr. dans Amazing Spider-Man Annual #16 (1982). Dwayne McDuffie a écrit deux numéros spéciaux où elle apparaît : Giant-size Special Captain Marvel #1 : The Dream Is The Truth (1989) et Captain Marvel #1 : Speaking Without Concern (1994).
Le second Captain Marvel était Monica Rambeau, une lieutenant des garde-côtes noire de La Nouvelle-Orléans qui possède le pouvoir de se transformer en n’importe quelle forme d’énergie. Elle a été membre des Vengeurs, devenant même à un moment leur leader.
Monica Rambeau prit plus tard le nom de Photon et s’est récemment rebaptisée Pulsar après que Genis-Vell eut adopté le nom de Photon (II) (en 2006), lui volant ainsi son identité de super-héros pour la seconde fois. Elle est désormais le leader de l’équipe Nextwave ; cependant elle opère actuellement sous son vrai nom de Monica Rambeau.

## Genis-Vell (1996-2004)
Le troisième Captain Marvel fut Genis-Vell, apparu pour la première fois dans Silver Surfer Annual #6 (1993, 2 histoires), créé par Ron Marz et Rom Lim. Il était le fils, créé artificiellement, de Mar-Vell et de la femme qu’il aimait, Elysius. Genis était issu d’échantillons de cellules de Mar-Vell et vieilli artificiellement pour atteindre une maturité physique, à défaut d’émotionnelle.
Genis prit le nom de code de Legacy. Il devint le dépositaire des néga-bracelets de son père, et était décrit comme étant psychologiquement immature du fait de son vieillissement prématuré.
Il continua à apparaître comme tel dans la série Silver Surfer vol.3 ainsi que dans la minisérie  Cosmic Powers.
Dans Avengers Unplugged #5 (1996) Legacy  rencontra Monica Rambeau (la deuxième Captain Marvel), qui lui céda le titre de Captain Marvel (III) ; elle décida d'adopter le nom de Photon à la place.
Genis-Vell a été le personnage principal de 3 séries de comics intitulées Captain Marvel. La première, Captain Marvel, volume 2 (1995-1996), #1-6, était écrite par Fabian Nicieza et dessinée par Ed Benes et fut annulée de manière abrupte après seulement 6 numéros.
Après deux ans d'absence (1997 et 1998), Genis-Vell réapparut à la fin de la  série limitée Avengers : Forever (1998-1999). À l'issue de cette série limitée, Genis, qui portait comme son père les Néga-Bandes, acquit la "Conscience Cosmique" et fut un temps lié avec Rick Jones. Cette série fut suivie immédiatement de deux séries écrites par Peter David : Captain Marvel, volume 3  (1999-2002), #0-36, et Captain Marvel, volume 4 (2002-2005), #1-25. Dans cette dernière série, à un moment, Genis-Vell devint fou et menaça l’univers. La série fut arrêtée après 25 numéros pour cause de ventes insuffisantes et Peter David eut la possibilité de conclure l'intrigue dans un numéro géant.
Dans The New Thunderbolts : 2004-2006, Genis-Vell a rejoint les Thunderbolts sous le nom de Photon (II) (nom qu’il a emprunté à Monica Rambeau) et adopté un nouveau costume (noir et blanc).
Après un combat contre Zemo, Genis a été défait, et son corps a été désintégré (2006).

## Phyla-Vell (2002-2004)
Le quatrième Captain Marvel est Phyla-Vell, la jeune sœur de Genis-Vell. Elle a été créée par Peter David en décembre 2003 (Captain Marvel, vol. 4, #16-25).
Phyla est apparue quand Genis, fils unique, recréa l’univers et, ce faisant, généra plusieurs anomalies qui eurent pour conséquence de ramener à la vie sa mère et de lui faire apparaître une sœur.
Elle a en 2004 une liaison avec Dragon-Lune .
Elle a pris, en 2006, dans la série Annihilation, la succession et le nom de Quasar II après la mort de Wendell Vaughn (Quasar) causée par Annihilus.
Dans le crossover Annihilation-conquête : Quasar, l'histoire est centrée sur sa tentative pour maitriser ses nouveaux pouvoirs.

## Khn'nr (2007-2008)
Le retour d’un double de Mar-Vell, issu d’un autre univers spatio-temporel et créé avant le déclenchement de sa maladie, a été annoncé en janvier 2007 dans : Civil War : The Return, écrit par Paul Jenkins.
Il est réapparu dans la mini-série Captain Marvel, vol. 5, #1-5 (Décembre 2007 - avril 2008), série écrite par Brian Reed et dessinée par Lee Weeks, prélude à Secret Invasion.
Dans le numéro 5 de cette mini-série, il est révélé que ce double, se faisant passer pour Mar-Vell, est  Khn'nr, un agent dormant des Skrulls, lesquels lui avaient inoculé l'ADN et les souvenirs de Mar-Vell. Au cours de la transformation les souvenirs et la personnalité de Khn'nr furent détruits. Ce Captain Marvel (le cinquième) décide au début de Secret Invasion de se rebeller contre les Skrulls.
La mini-série Captain Marvel (2008) a été traduite en français, en février 2009, dans Marvel Universe #13 publié par Panini comics.

## Noh-Varr (2009-2010)
Un autre personnage alien issu de l'empire Kree : Noh-Varr a été créé en 2000-2001 dans la minisérie Marvel Boy conçue par Grant Morrison et J.G. Jones. Il possède de nombreux points communs avec Mar-Vell. En arrivant sur terre, il devint un anti-héros à l'aspect inspiré d'après Captain Marvel, mais avec des éléments de rébellion adolescente ajoutés. En 2006, il est réapparu dans la mini-série The Civil War: Young Avengers/Runaways. Dans Secret Invasion #6 (2008), Khn'nr lui a confié le rôle de protecteur de l'univers.
Dans Dark Avengers #1 (2009), il est présenté comme le nouveau Captain Marvel. Il quitte le groupe des Vengeurs de Osborn dans Dark Avengers #5 (2009). À partir de 2010, Noh-Varr prend le nom de Protector. Sa défection est racontée dans le numéro annuel Dark Avengers Annual #1 (2010).

## Carol Danvers (depuis 2012)
Carol Danvers a souvent changé de nom de code et de costume au cours de sa carrière de super-héroïne, employant successivement les pseudonymes Miss Marvel (de 1977 à 1980, « Ms. Marvel » en VO), Binaire (de 1981 à 1997), Warbird (de 1998 à 2002), puis à nouveau Miss Marvel (de 2006 à 2012) et, depuis 2012, Captain Marvel. Elle a eu une carrière de super-héroïne particulièrement tumultueuse et vécu un certain nombre d'évènements qui l'ont profondément marquée.
La première série, Ms. Marvel (23 numéros) est créée en janvier 1977 par les scénaristes Chris Claremont et Gerry Conway.
Depuis 2012, le rôle de Captain Marvel est occupé par Carol Danvers qui avait déjà porté ce nom dans la mini-série House of M parue en 2005. Deux séries Captain Marvel, parues de 2012 à 2015, sont écrites par Kelly Sue DeConnick. Une troisième série, Captain Marvel, écrite par Tara Butters et Michele Fazekas, parut en 2016. Margaret Stohl est l'auteur de deux séries en 2017 à 2018 : The Mighty Captain Marvel et The Life of Captain Marvel.
En janvier 2019, Marvel relance une nouvelle série Captain Marvel, écrite par Kelly Thompson.

## Versions alternatives

### Billy Mar-Vell: Amalgam Comics (1997)
Captain Marvel étant le nom de personnages appartenant aux univers Marvel et DC, son incorporation 
à l'univers commun créé par les deux sociétés était inévitable.
Le personnage est créé à l'occasion de la série de one-shots Amalgam Comics comme synthèse de Mar-Vell et de Captain Marvel (DC).
Billy Mar-Vell est un jeune homme Kree qui se transforme en Captain Marvel lorsqu'il prononce le mot Kree. Son prénom est le même que celui de Billy Batson (alias de Captain Marvel (DC), auquel il emprunte le mode de transformation). Son costume a les mêmes couleurs que celui du premier Mar-Vell (vert et blanc) et porte le même éclair que celui de Captain Marvel (DC).
Il est apparu dans JLX #1 (1996) et JLX Unleashed #1 (1997).

### Mar-Vell enfant: trilogieEarth-X(1999-2003)
Dans la trilogie Earth-X, parue en 1999-2003, de Jim Krueger et Alex Ross, Mar-Vell a été réincarné comme le fils (encore enfant et âgé de 3 ans) de Lui (premier nom de Adam Warlock) et Elle (Kismet (en)).
Dans Earth-X, il acquiert l'uni-power et les pouvoirs de Captain Universe (en). Dans Universe X, Mar-Vell convainc Thanos de faire disparaitre la Mort. Dans Paradise X, il construit un paradis au cœur de la Zone négative, au cœur duquel les vivants sont incapables de mourir. Il est rejoint dans cette quête (une « croisade ») par Captain America. Le paradis devient le centre de combats et son étendue augmente au sein de la Zone négative. Mar-Vell affronte Reed et une légion de héros qui veulent créer un substitut à la mort.

### Marvin Ellwood:Marvel Mangaverse(2002)
En 2002, dans les numéros 1 à 3 de la série de romans graphiques Mangaverse, faisant partie du Marvel Mangaverse, écrite et dessinée principalement par Ben Dunn, est apparue une version adolescente, portant des jeans, de Captain Marvel : Marvin Ellwood (Marv - Ell), âgé de 12 ans.

### Mahr Vehl:Ultimate Captain Marvel(2004-2008)
Le Captain Marvel de l’univers Ultimate Marvel s’appelle Geheneris Halason Mahr Vehl. Il est apparu pour la première fois dans la mini-série Ultimate Secret (4 numéros parus en 2005), créée par Warren Ellis et Steve McNiven, deuxième partie de la trilogie Ultimate Galactus (2004-2005).
Espion Kree, il surveille sous l’identité du Docteur Philip Lawson le programme spatial secret américain, déjouant les soupçons du Capitaine Carol Danvers. Il est démasqué en s’opposant aux agissements de son supérieur Yahn Rgg.
Mahr Vehl est également un des personnages principaux de la mini-série Ultimate Extinction (5 numéros parus en 2006, troisième partie de la trilogie Ultimate Galactus) où il affronte Gah-lak-tus et, en 2008, dans Ultimate Fantastic Four #52-53.

### House of M(2005)
Dans l'univers de la réalité alternative de House of M (parue en 2005), Mar-Vell est mort pendant la guerre Kree-Skrull et Carol Danvers (Miss Marvel) a repris le nom Captain Marvel et est devenue le héros le plus populaire de la Terre.

### Zombie(2006-2007)
En 2006, dans la mini-série Marvel Zombies, et en juillet 2007, dans une couverture variante du crossover entre  Marvel Zombies et Army of Darkness, est apparu le zombie Mar-Vell 2.

## Comics où les personnages apparaissent

### Comics publiés par Marvel sous le titreCaptain Marvel
Cette liste ne comprend pas les réimpressions, recueils, rééditions et trade paperbacks.
1. Avec Mar-Vell (Captain Marvel I) :
  - Marvel Super-Heroes (vol.1) featuring Captain Marvel (1967-1968) nos 12 et 13
  - Captain Marvel, vol. 1, nos 1-62 (1968-1979)
  - Marvel Spotlight (vol.2) on Captain Marvel (1979-1980)  nos  1 - 4 et 8
  - Marvel Graphic Novels (en) no 1 : The Death of Captain Marvel (1982) écrit par Jim Starlin[19]
  - The Life of Captain Marvel (1985) écrit par Jim Starlin
  - The Untold Legend of Captain Marvel nos 1 - 3 (1997) écrit par Tom Brevoort et Mike Kanterovich
2. Avec Monica Rambeau (Captain Marvel II) :
  - Giant-size Special Captain Marvel no 1 : The Dream Is The Truth (1989) écrit par Dwayne McDuffie
  - Captain Marvel no 1 : Speaking Without Concern (1994)  écrit par Dwayne McDuffie
3. Avec Genis-Vell (Captain Marvel III) :
  - Captain Marvel, vol. 2, nos  1 - 6 (1995-1996) écrit par Fabian Nicieza
  - Captain Marvel, vol. 3, nos  0 - 36 (1999-2002) écrit par Peter David
  - Captain Marvel, vol. 4, nos  1 - 25 (2002-2004) écrit par Peter David
4. Avec Phyla-Vell (Captain Marvel IV) :
  - Captain Marvel, vol. 4, nos  16 - 25 (2003-2004) écrit par Peter David
5. Avec Khn'nr (Captain Marvel V), clone Skrull de Mar-Vell :
  - Captain Marvel, vol. 5, nos  1 - 5 (2007-2008) écrit par Brian Reed
  - Who do you trust? no 1 : Captain Marvel: Farewell (2008)
6. Avec Carol Danvers (Captain Marvel VII) :
  - Captain Marvel, vol. 6, nos  1 - 17 (2012-2013) écrit par Kelly Sue DeConnick.
  - Captain Marvel, vol. 7, nos  1 - 16 (2014-2015) écrit par Kelly Sue DeConnick
  - Captain Marvel and The Carol Corps, nos  1 - 4 (2015) écrit par Kelly Sue DeConnick
  - Captain Marvel, vol. 8, nos  1 - 10 (2016) écrit par Tara Butters et Michele FazekasTraduction des premiers numéros en français :  Captain Marvel, Marvel Universe Hors Série n°2 , 1 - 5, 2016
  - The Mighty Captain Marvel, nos  0 - 9 (2017-2018) écrit Margaret Stohl
  - Captain Marvel: Dark Origins, nos  125- (2018- ) écrit par Margaret Stohl
  - The Life of Captain Marvel (2018), écrit par Margaret Stohl
  - Captain Marvel, vol. 9, nos  1- (2019) écrit par Kelly Thompson[20]

### Autres apparitions de Mar-Vell, Monica Rambeau, Genis-Vell et Phyla-Vell
| Mar-Vell (Captain Marvel I) Monica Rambeau (Captain Marvel II) - Amazing Spider-Man Annual 16 (décembre 1982) - Avengers vol.1 #227-294, 305, 329-333 (1983-1992) - Giant-size Special Captain Marvel #1 (1989) one-shot, aussi référencé comme Captain Marvel Special - Captain Marvel #1 : Speaking Without Concern (no hate, titre : Free your Mind, 1994) one-shot, aussi référencé comme Captain Marvel Special #2 | Genis-Vell (Captain Marvel III) Traductions en français : - Marvel Heroes hors-série n°1, 5, 9-11, 14, 16, 18 (Marvel France) - Captain Marvel (Marvel France) 1. Monstres et dieux (2006) 2. Odyssée (2007) Phyla-Vell (Captain Marvel IV) |

### Comics où apparaît Khn'nr (Captain Marvel V)
| - Civil War : The Return (one-shot, février/mars 2007) - What if? Civil War (2007/février 2008) - Captain Marvel vol.5, #1-5 (coverdates : janvier-juin 2008) - Young Avengers presents # 2 : Hulkling (avril 2008) - Ms. Marvel (vol.2) #25 (mai 2008) - Secret Invasion : Who Do You Trust ? #1 (août 2008) : Captain Marvel: Farewell - Secret Invasion # 1, 3, 5-6 (juin, août, octobre-novembre 2008) - Thunderbolts # 122-123 (septembre-octobre 2008) - Mighty Avengers 19 (Secret Invasion !, décembre 2008) | Traductions en français (publiées par Panini Comics) : - Civil War Extra #2 : Le Retour (août 2007) - Marvel Heroes Hors-Série #4 : Les Jeunes Vengeurs (décembre 2008) - Marvel Universe #13 : Captain Marvel (février 2009) - Secret Invasion #1-3 (février-avril 2009) - Spiderman #111-112 Les Thunderbolts (avril-mai 2009) |

## Apparitions dans d'autres médias
- Avengers L'Équipe des super-héros : Mar-Vell et Carol Denvers apparaissent tous deux dans cette série d'animation de 2010.
- Ultimate Spider-Man : Captain Marvel est citée par Star-Lord comme faisant partie des héros notables de la planète Terre.

### Univers cinématographique Marvel
Interprétée par Brie Larson
- 2019 – Captain Marvel réalisé par Anna Boden et Ryan Fleck : En 1995, Carol Danvers, soldat amnésique de l'armée Kree, revient sur Terre et découvre son passé et les sources de sa puissance.
- 2019 – Avengers: Endgame réalisé par Anthony et Joe Russo : Carol Danvers a été appelée alors que Thanos a utilisé le Gantelet d'Infinité pour provoquer l'Effacement, la disparition de la moitié des habitants de l'univers. Elle retrouve Tony Stark et Nébula, errants dans l'espace, et les ramène sur Terre. Danvers revient sur Terre, cinq ans plus tard alors que l'Effacement a été annulé, lors du combat final contre Thanos.
- 2023 – The Marvels réalisé par Nia DaCosta : À la suite d'un accident de Monica Rambeau au cours d'une mission spatiale, Carol Danvers voit ses pouvoirs être altérés avec ceux de Rambeau et de Kamala Khan/Miss Marvel les faisant ainsi échanger de place lorsqu'elles les utilisent.

Interprétée par Lashana Lynch
- 2022 - Doctor Strange in the Multiverse of Madness réalisé par Sam Raimi : Maria Rambeau est devenu Captain Marvel dans un univers alternatif. Après l'arrivée du Docteur Strange dans son univers, Rambeau, membre des Illuminati, affronte Wanda Maximoff aux côtés de Captain Carter. Mais après un combat acharné, Rambeau fini par mourir, écrasée par une statue.
- 2023 – The Marvels réalisé par Nia DaCosta (scène inter-générique) :  Maria Rambeau se retrouve en compagnie de sa fille Monica et ne semble pas la reconnaître. Elles sont rejointes par Hank McCoy alias le Fauve, qui explique à Monica qu'elle se trouve désormais dans une réalité parallèle à la sienne et que Charles attend un rapport. Maria se révèle ensuite être Binary, alors que le symbole des X-Men apparaît derrière elle.